# Шрьодерс
Шрьодерс (на английски: Schroders) е британска компания за управление на активи със седалище в Лондон. Тя е публична компания, акциите на която се търгуват на Лондонската фондова борса, като към август 2011 година са част от индекса FTSE 100. Към септември 2010 година, с клонове в 25 страни, компанията управлява активи на стойност 181,5 милиарда британски лири, собственост на корпорации, застрахователни компании, държавни институции, пенсионни фондове и частни инвеститори.
За начало на историята на Шрьодерс се приема 1804 година, когато Йохан Хайнрих Шрьодер става съдружник на по-големия си брят Йохан Фридрих Шрьодер в неговата лондонска фирма. През следващите десетилетия компанията, с основни клонове в Лондон, Хамбург и Ливърпул, развива широка финансова дейност във вноса на памук от Съединените щати във Великобритания, в британската текстилна промишленост и във вноса на колониални стоки в Русия. С времето тя се превръща в една от водещите британски инвестиционни банки със значителни интереси и в Съединените щати.
През 20-те години на 20 век Шрьодерс е водещият финансов посредник при емитирането със съдействието на Обществото на народите на български държавни облигации по Бежанския и Стабилизационния заем.